# Дрина (цигарете)
Дрина је босанскохерцеговачки бренд цигарета, тренутно у власништву и производње Фабрике дувана Сарајево. Бренд је добио име по ријеци Дрини, која чини део међународне границе између Србије и Босне и Херцеговине.

## Историја
Бренд је основан након завршетка Другог светског рата у Социјалистичкој Републици Босни и Херцеговини и брзо је постао један од најпопуларнијих брендова цигарета у Југославији, слично брендовима попут Мораве и Драве. Бренд је један од ријетких брендова цигарета бивше Југославије који је преживио распад Југославије и који се продаје и данас, као најпопуларнији бренд у Босни и Херцеговини. Одлика која овај бренд чини јединственим је да користи специјални дуван типа Равњак, уместо традиционалног дувана типа Вирџинија или Бурли као већина брендова.

## Тржишта
Дрина се продавала или се још увек продаје у следећим земљама: Швајцарска, аустроугарска владавина у Босни и Херцеговини, Краљевина Југославија, Југославија, Социјалистичка Република Хрватска, Социјалистичка Република Србија, Србија и Црна Гора, Србија, Социјалистичка Република Босна и Херцеговине и Босне и Херцеговине.

## Варијанте
- Дрина Денифине[10][11]
- Дрина Једина
- Дрина Злато
- Дрина Сребро

Испод су сви актуелни брендови продатих цигарета Дрина, са укљученим нивоима катрана, никотина и угљен моноксида.
| Паковање       | Тар   | Никотин | Угљен моноксид |
| -------------- | ----- | ------- | -------------- |
| Дрина Денифине | 9 мг  | 0,7 мг  | 10 мг          |
| Дрина Једина   | 10 мг | 0,8 мг  | 10 мг          |
| Дрина Злато    | 8 мг  | 0,6 мг  | 10 мг          |
| Дрина Сребро   | 4 мг  | 0,4 мг  | 6 мг           |